# 팬케이크 데이
팬케이크 데이(영어: Pancake Day)는 사순절의 첫날인 재의 수요일 전날, 즉 참회의 화요일에 대한 영어권에서의 별명이다. 영국과 아일랜드 등은 이날 팬케이크를 먹는다.

## 같이 보기
- 재의 수요일
- 사육제